# Petropawliwka (Bilhorod-Dnistrowskyj)
Petropawliwka (ukrainisch Петропавлівка; russisch Петропавловка/Petropawlowka, rumänisch Păuleni) ist ein Dorf im Süden der Ukraine, etwa 91 Kilometer westlich der Oblasthauptstadt Odessa am Fluss Sarata (Сарата) gelegen. Nordöstlich des Ortes verläuft die Grenze zu Moldawien.
Der Ort wurde offiziell 1822 gegründet, die ersten Bewohner kamen aus dem Gouvernement Charkow und dem Gouvernement Poltawa.

## Verwaltungsgliederung
Am 12. Juni 2020 wurde das Dorf zum Zentrum der neugegründeten Landgemeinde Petropawliwka (Петропавлівська сільська громада/Petropawliwska silska hromada). Zu dieser zählten auch noch die 7 in der untenstehenden Tabelle aufgelistetenen Dörfer, bis dahin bildete es die gleichnamige Landratsgemeinde Petropawliwka (Петропавлівська сільська рада/Petropawliwska silska rada) im Nordwesten des Rajons Sarata.
Seit dem 17. Juli 2020 ist es ein Teil des Rajons Bilhorod-Dnistrowskyj.
Folgende Orte sind neben dem Hauptort Petropawliwka Teil der Gemeinde:
| Name                     | Name          | Name                         | Name            |
| ukrainisch transkribiert | ukrainisch    | russisch                     | rumänisch       |
| ------------------------ | ------------- | ---------------------------- | --------------- |
| Faraoniwka               | Фараонівка    | Фараоновка (Faraonowka)      | Faraoani        |
| Furatiwka                | Фуратівка     | Фуратовка (Furatowka)        | Aneşti          |
| Minjajliwka              | Міняйлівка    | Меняйловка (Menjailowka)     | Manja           |
| Oleksandriwka            | Олександрівка | Александровка (Alexandrowka) | Alexandreni     |
| Pschenytschne            | Пшеничне      | Пшеничное (Pschenitschnoje)  | Moruzeni        |
| Semyssotka               | Семисотка     | Семисотка (Semissotka)       | -               |
| Starosillja              | Старосілля    | Староселье (Staroselje)      | Frumuşica-Veche |